# The Night of the Iguana
The Night of the Iguana is een Amerikaanse dramafilm uit 1964 onder regie van John Huston. Het scenario is gebaseerd op het gelijknamige toneelstuk uit 1948 van de Amerikaanse auteur Tennessee Williams.

## Verhaal
De Amerikaanse geestelijke, Lawrence Shannon heeft twijfels over zijn geloof. Tijdens een preek draait hij door en jaagt hij al zijn toehoorders de kerk uit.
Hij vlucht naar de kust van Mexico en neemt een baan als tourleider van een busreis.
Wanneer hij een groep vrouwelijke passagiers rondleidt, komt hij zwaar in de verleiding. Charlotte, een van de passagiers, is een minderjarig meisje dat verliefd op hem wordt. Zijn bazin Judith Fellowes reist ook mee en ze waarschuwt hem om bij Charlotte uit de buurt te blijven. Ze blijft echter naar hem toekomen.
Als Charlotte 's nachts bij Lawrence in bed kruipt en vervolgens door Judith wordt betrapt, roept Judith dat hij hem zal laten vervolgen wegens het verleiden van een minderjarige. Ook zal hij nooit meer als priester mogen werken. Ten einde raad neemt hij de groep mee naar een afgelegen hotel van een vroegere vriend. Daar aangekomen maakt hij de bus onklaar.
Die vriend blijkt pas geleden overleden te zijn en zijn weduwe Maxine heeft nu de leiding. Ook blijkt er intussen telefoon aangelegd te zijn waardoor contact met de buitenwereld mogelijk is en Judith toch in staat is om haar klacht door te geven.
De emoties lopen steeds hoger op. Lawrence probeert zelfs te vechten met twee Capoeiradansers. Uiteindelijk wordt de bus gerepareerd en vertrekt de groep zonder hun tourleider.
Lawrence is intussen radeloos, draait weer door en probeert zelfmoord te plegen. Hij wordt gered en uit voorzorg vastgebonden in een hangmat.
Hannah, een vrouw die samen met haar opa in het hotel logeert, praat met hem. Na een goed gesprek maakt ze hem los. Op zijn beurt bevrijdt Lawrence, zeer symbolisch, een leguaan die door Maxine als huisdier werd gehouden.
Dezelfde avond overlijdt de opa van Hannah. Dit wordt door Lawrence als een bevrijding voor de oude lijdende man, gezien. Lawrence komt weer nader tot het geloof.
De volgende ochtend vertrekt Hannah uit het hotel. Na een korte ruzie besluiten Lawrence en Maxine samen het hotel nieuw leven in te blazen.

## Rolverdeling
| Acteur          | Personage           |
| --------------- | ------------------- |
| Richard Burton  | T. Lawrence Shannon |
| Ava Gardner     | Maxine Faulk        |
| Deborah Kerr    | Hannah Jelkes       |
| Sue Lyon        | Charlotte Goodall   |
| Skip Ward       | Hank Prosner        |
| Grayson Hall    | Judith Fellowes     |
| Cyril Delevanti | Nonno               |
| Mary Boylan     | Juffrouw Peebles    |

## Prijzen en nominaties
| Jaar | Prijs         | Categorie                  | Genomineerde(n)   | Uitslag     |
| ---- | ------------- | -------------------------- | ----------------- | ----------- |
| 1965 | Oscars        | Beste kostuumontwerp       | Dorothy Jeakins   | Gewonnen    |
| 1965 | Oscars        | Beste productieontwerp     | Stephen B. Grimes | Genomineerd |
| 1965 | Oscars        | Beste camerawerk           | Gabriel Figueroa  | Genomineerd |
| 1965 | Oscars        | Beste vrouwelijke bijrol   | Grayson Hall      | Genomineerd |
| 1965 | Golden Globes | Beste vrouwelijke hoofdrol | Ava Gardner       | Genomineerd |
| 1965 | BAFTA's       | Beste vrouwelijke hoofdrol | Ava Gardner       | Genomineerd |

## Trivia
- De film werd opgenomen in het Mexicaanse dorp Puerto Vallarta. Tijdens de opnames had Richard Burton een relatie met Elizabeth Taylor. Omdat zij, ondanks dat ze geen rol had, toch op de set verbleef trok een hele schare paparazzo naar het dorp. Hierdoor werd Puerto Vallarta wereldberoemd en zou het dorp uitgroeien tot een grote toeristenplaats. Uit dankbaarheid heeft het stadsbestuur daarom een standbeeld van John Huston laten plaatsen.
- In het oorspronkelijke toneelstuk kwam ook een Nazitoerist voor. In de film werd deze weggelaten.